# Карабайо
Карабайо (возможное самоназвание — якумо) — неконтактный народ из Колумбии, живущий в департаменте Амасонас, в районе рек Какета и Пуре. Есть сведения о существовании как минимум трёх общин, представляющих из себя группы, живущие в малоках.

## Название
Слово «карабайо» не является самоназванием, а обозначает «дикий, неконтактный». Также они известны под названием арое — данный этноним используют по отношению к ним племя бора.

## История изучения
Последние 400 лет карабайо периодически контактировали с внешним миром, однако это зачастую были нападения со стороны работорговцев и добытчиков каучука, что вынудило их изолироваться.
В 1969 году молодой авантюрист и добытчик каучука решил поселиться на берегу реки Какета. Однако этого ему было недостаточно, и он со своим братом решил прорубать тропу вглубь леса. Несмотря на то, что индейцы различными способами показывали своё недовольство, это их не остановило и через некоторое время они оба без вести пропали. После того, как эта новость дошла до Боготы, на поиски была отправлена вооружённая группа. После некоторого времени поисков они нашли заброшенную малоку, в которой оставалась одна семья карабайо. Эту семью забрали в Ла-Педреру, где их изучали. Был составлен небольшой словарь их языка, в котором содержалось около 50 слов. После этого группа вместе с семьёй отправились в ту малоку, где их нашли. Там было найдено на тот момент свежее захоронение, в котором нашли такие орудия труда, как дубину-макану, лук и стрелы, а также духовые трубки. Однако дальше группа не продвинулась из-за отказа семьи вести их дальше по причине угрозы для их жизней со стороны других индейцев, поэтому семью отпустили, а группа вернулась обратно.
В начале 2000-х были сделаны снимки трёх общин карабайо, что подтверждало их существование.
В 2011 году президент Колумбии Хуан Мануэль Сантос подписал юридический указ № 4633, который гарантирует неконтактным народам, таким как карабайо, права на их добровольную изоляцию, их традиционные территории и возмещение ущерба в случае насилия со стороны посторонних.

## Язык
В 2014 году, после анализа написанного в 1969 году словаря, немецкие и колумбийские учёные отнесли язык карабайо к тыкуна-юрийским языкам. Несмотря на то, что многие представители соседних карабайо индейцев зачастую знают сразу несколько аборигенных языков, тем не менее их язык им непонятен.